# Daniel Avilés Valiente
Daniel Avilés Valiente (Madrid, 4 d'abril de 2001) és un actor madrileny conegut pel seu paper com Carlitos a la sèrie Los protegidos.

## Biografia
Als 3 mesos va començar fent d'extra en pel·lícules fantàstiques com les Cròniques de Narnia, i amb set anys en el curtmetratge Las manos de Abel de Víctor Barcena, on interpreta el paper d'Abel, el nen protagonista. Aquest mateix any va fer també un capítol pilot d'un programa educatiu de ciència per a televisió, En100rra2, que no va arribar a emetre's. Poc després va participar en altres tres curts, Campo de batalla, dirigit per Fran Casanova, Rascacielos, dirigit per Mariana Torres, i Miedo, dirigit per Luis San Román, on hi feia el paper principal d'un nen que es deia Marcos.
Finalment, fou escollit per formar part de la sèrie Los protegidos (Antena 3) on ha participat en les tres primeres temporades des de 2010 fins a 2012. Va recórrer juntament amb la seva família part del Camí de Santiago en la ruta francesa, amb motiu de l'Any Jacobeu 2010, per al programa de 13 episodis Cruce de caminos emès per La 2. En 2013, debuta com Simba en el famós musical de Broadway El rei lleó.
En abril de 2013, fitxa de nou per la cadena Antena 3 per donar vida a Nacho en la sèrie Vivo cantando, fins a novembre de 2014. En maig de 2013 va sortir a la sèrie de Telecinco, El don de Alba ' actuant com Dani, un nen mort que intenta salvar a la seva germana.
En març de 2014, va estar en la sèrie Dreamland de la cadena Cuatro, amb un paper secundari interpretant Dani. En octubre de 2014, es confirma el seu fitxatge per la nova comèdia de la cadena Antena 3 Alguno que celebrar.
Actualment està inactiu de la tv i el cinema a causa que ha repetit curs i la Comunitat de Madrid no li permeten gravar rodatges.

## Filmografia
| Pel·lícules i sèries de televisió | Pel·lícules i sèries de televisió | Pel·lícules i sèries de televisió | Pel·lícules i sèries de televisió | Pel·lícules i sèries de televisió |
| Any                               | Títol                             | Paper                             | Notes                             |                                   |
| --------------------------------- | --------------------------------- | --------------------------------- | --------------------------------- | --------------------------------- |
| 2009                              | Las manos de Abel                 | Abel                              | Curtmetratge                      |                                   |
| 2010 - 2012                       | Los protegidos                    | Carlos Montero Hornillos          | Paper principal (41 episodis)     |                                   |
| 2010                              | Campo de batalla                  | Juan                              | Curtmetratge                      |                                   |
| 2013                              | Zombi                             |                                   | Curtmetratge                      |                                   |
| 2013                              | El don de Alba                    | Dani                              | 1 episodi ("Juguetes perdidos")   |                                   |
| 2013-2014                         | Vive cantando                     | Ignacio 'Nacho' Ruiz Almagro      | Paper principal (25 episodis)     |                                   |
| 2014                              | Dreamland                         | Dani                              | Paper recurrent (3 episodis)      |                                   |
| 2015                              | Algo que celebrar                 | Nico                              | Paper principal (8 episodis)      |                                   |
| 2015                              | "La Madre"                        | Nen                               | Protagonista (Pel·lícula)         |                                   |